# Ujazdów (Warszawa)

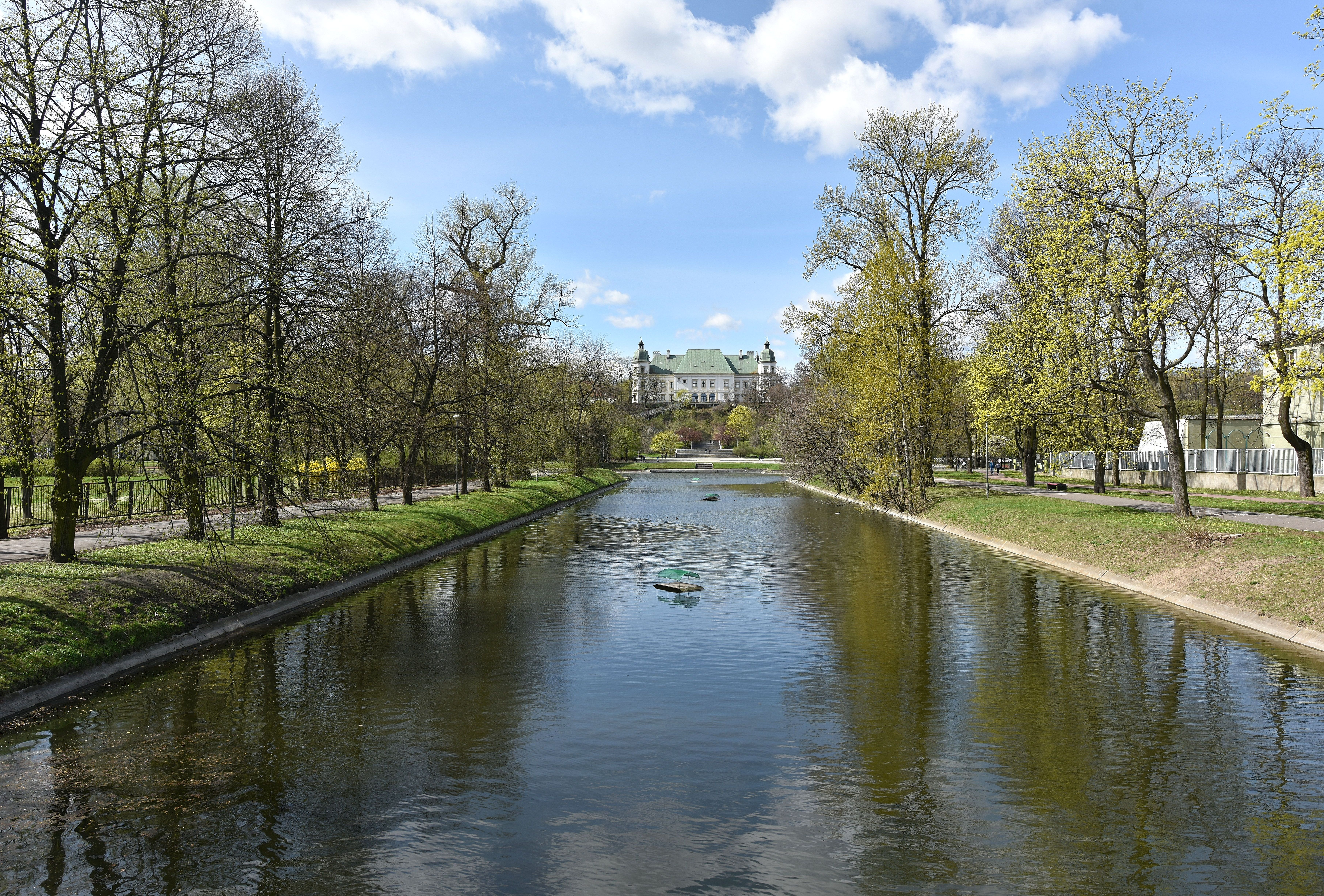
Kanał Piaseczyński i Zamek Ujazdowski

Ujazdów – obszar MSI w dzielnicy Śródmieście w Warszawie.

## Położenie
Granice Ujazdowa wyznaczają: pl. Na Rozdrożu, al. Armii Ludowej (Trasa Łazienkowska), wybrzeże Wisły, ul. Czerniakowska, ul. Nowosielecka, ul. Podchorążych, ul. Gagarina, ul. Spacerowa, ul. Klonowa, al. Jana Chrystiana Szucha, Al. Ujazdowskie, ul. Piękna, ul. Myśliwiecka.

## Historia
Historia zaczyna się od grodu Jazdów, powstałego w XII lub XIII w.
12 stycznia 1578 w Jazdowie uświetniono w obecności króla Stefana Batorego i królowej, uroczystości weselne Jana Zamoyskiego (kanclerza i hetmana) i Krystyny Radziwiłłówny wystawieniem Odprawy posłów greckich Jana Kochanowskiego.
W 1624 powstał Zamek Ujazdowski, w którym obecnie znajduje się Centrum Sztuki Współczesnej.
W 1818 został założony Ogród Botaniczny Uniwersytetu Warszawskiego.

## Ważniejsze obiekty
- Park Ujazdowski
- Osiedle Jazdów
- Zamek Ujazdowski
- Stadion Wojska Polskiego w Warszawie
- Pomnik Jana III Sobieskiego
- Port Czerniakowski
- Katedra Polskokatolicka Świętego Ducha
- Łazienki Królewskie
- Belweder
- Stacja Pomp Rzecznych z Osadnikiem Czerniakowskim
- Szkolny Ośrodek Sportowy „Agrykola”